# Burg Limperich
Die Burg Limperich ist eine ehemalige Burganlage in Limperich, einem Ortsteil des Bonner Stadtbezirks Beuel in Nordrhein-Westfalen.
Die Burg wurde 1285 das erste Mal als Besitz eines Adelsgeschlechts erwähnt und diente auch als Sitz der Herren von Limperich. Das Anwesen wurde 1688 an Frank Nesselrode verkauft, der es in einen barocken Herrensitz umgestaltete.
Die Burg hat viele Renovier-, Umbau-, Lageverschiebungs- und Abrissarbeiten hinter sich und ist deshalb heute kein Anwesen mehr, sondern ähnelt eher einem gewöhnlichen Haus mit großer Grundstücksfläche. Sie dient seit der Anmietung 1964 als Clubheim des Bonner Ortsverbandes des Deutschen Amateur-Radio-Clubs (G03) sowie der Interessengemeinschaft Bonner Funkamateure zur Förderung der Völkerverständigung und Internationalen Gesinnung (IGBF). Das Gebäude mit der Adresse Weinbergweg 34 steht als Baudenkmal unter Denkmalschutz.